# 绿色计算
绿色计算指利用各种软件和硬件先进技术，将目前大量计算机系统的工作负载降低，提高其运算效率（如flop/watt指标），减少计算机系统数量，进一步降低系统配套电源能耗，同时，改善计算机系统的设计，提高其资源利用率和回收率，降低二氧化碳等温室气体排放，从而达到节能、环保和节约的目的。